# Madalena (Sao Tomé-et-Principe)
Pour les articles homonymes, voir Madalena.
Madalena (ou Vila Madalena) est une localité de Sao Tomé-et-Principe située au nord-est de l'île de São Tomé, dans le district de Mé-Zóchi.

## Climat
Madalena est dotée d'un climat tropical de type As selon la classification de Köppen, avec des précipitations plus importantes en hiver qu'en été. La moyenne annuelle de température est de 22,6 °C et celle des précipitations de 1 720 mm.

## Population
Lors du recensement de 2012, 221 habitants y ont été dénombrés.

## Personnalités
L'ancien président de la République, Fradique de Menezes, est né en 1942 à Água Têlha, un quartier de Madalena.